# Görjeskäret
Görjeskäret met daaraan vast Görjeskärsrevet is een Zweeds eiland behorend tot de Pite-archipel. Het eiland ligt aan het eind van de Harrbäcksfjärden. Het eiland heeft geen oeververbinding en er staan enkele zomerhuisjes op.